# Notoacmea fenestrata
Notoacmea fenestrata är en snäckart som först beskrevs av Reeve 1855.  Notoacmea fenestrata ingår i släktet Notoacmea och familjen Acmaeidae. Inga underarter finns listade i Catalogue of Life.